# John Ireland (skådespelare)
John Benjamin Ireland, född 30 januari 1914 i Vancouver i British Columbia, död 21 mars 1992 i Santa Barbara i Kalifornien, var en kanadensisk-amerikansk skådespelare och filmregissör. Ireland är bland annat känd för sin medverkan i Red River (1948), Alla kungens män (1949) och Spartacus (1960).

## Filmografi i urval
- 1945 – Attack i sol
- 1946 – Polisreporterns gangsterkupp
- 1946 – Laglöst land
- 1948 – Skuggad av gangsters
- 1948 – Dagens hjälte
- 1948 – Red River
- 1948 – Jeanne d'Arc
- 1949 – Jag sköt Jesse James
- 1949 – Bruden från hamnen
- 1949 – Alla kungens män
- 1951 – Hämndens dal
- 1960 – Spartacus
- 1962 – Alfred Hitchcock presenterar (TV-serie)
- 1960–1965 – Rawhide (TV-serie)
- 1966–1967 – Krutrök (TV-serie)
- 1967 – Bröderna Cartwright (TV-serie)
- 1972 – På farligt uppdrag (TV-serie)
- 1975 – Kör hårt, Marlowe
- 1976 – Lilla huset på prärien (TV-serie) (Wendell Loudy)
- 1976 – Salong Kitty
- 1978 – Lilla huset på prärien (TV-serie) (Frank Carlin)
- 1980 – Marilyn: The Untold Story (TV-film)
- 1981 – Magnum, P.I. (TV-serie)
- 1991 – Mord och inga visor (TV-serie)